# Skate or Die!
Skate or Die! ist ein Computerspiel, das im Jahr 1987 von der Firma Electronic Arts auf den Markt gebracht wurde. Das Spiel beinhaltet eine Sammlung von Skateboarding-Wettbewerben und ist unter anderem für seine Titelmelodie von Rob Hubbard bekannt.

## Spielprinzip und Technik
Das Hauptmenü präsentiert sich in Form von „Rodney's Skate Shop“, in dem Highscores angesehen und Spieleinstellungen vorgenommen werden können. Von dort gelangt der Spieler auf einen Zwischenbildschirm, der einen Stadtplanausschnitt mit dem Skate Shop darstellt. Unterschiedliche Ausgänge, die von der Spielfigur per Skateboard betreten werden können, repräsentieren die einzelnen Disziplinen des Spiels: Joust, Race, Jam, High Jump und Freestyle. Statt einzelner Disziplinen können auch alle fünf im Rahmen eines Wettbewerbs sequentiell durchlaufen werden. Im Rahmen eines Wettbewerbs kann man gegen menschliche Gegner antreten, ansonsten wird für kompetitive Disziplinen jeweils ein Computergegner bereitgestellt.
- Die Disziplin „Freestyle“ findet in einer Halfpipe statt. Der Spieler muss dort möglichst viele und möglichst spektakuläre Tricks präsentieren.
- Die Disziplin „High Jump“ findet ebenfalls in der Halfpipe statt; der Spieler muss dabei durch geschickte Joystick-Bewegungen so hoch wie möglich springen.
- Beim „Downhill Race“ muss der Spieler so schnell wie möglich ein abschüssiges Stück eines Parks durchqueren, wobei er diverse Abkürzungen nutzen kann.
- Beim „Downhill Jam“ skatet der Spieler gemeinsam mit Rodneys Sohn Lester durch eine abschüssige Seitengasse und muss so viele Sachbeschädigungen wie möglich ausüben. Lester und der Spieler behindern sich dabei gegenseitig.
- Die Disziplin „Joust“ stellt ein Duell gegen einen Computer- oder menschlichen Gegner in einem trockengelegten Swimming Pool dar, in dem sich die Kontrahenten mit Polsterwaffen bekämpfen.

Das vielfach gelobte Titelstück von Rob Hubbard beinhaltet, ungewöhnlich für den Commodore 64 mit seinem knappen Speicherplatz, gesampelte Gitarren.

## Entwicklungs- und Veröffentlichungsgeschichte
Skate or Die! ist die erste Eigenentwicklung des US-amerikanischen Studios und Publishers Electronic Arts. Inspiration war Epyx’ Erfolgstitel Summer Games aus dem Jahr 1984, das eine Welle an Spielen mit jeweils unterschiedlichen Sportarten losgetreten hatte. Stephen Ladrum, einer der Programmierer von Skate or Die!, und Grafiker Michael Kosaka waren zuvor bei Epyx beschäftigt.
Skate or Die! wurde 1987 für den Commodore 64 veröffentlicht. 1988 folgten Portierungen für den Apple IIgs und Personal Computer mit dem Betriebssystem MS-DOS. Zu diesem Zeitpunkt waren seitens Electronic Arts Versionen für die populären 16-bit-Heimcomputer Commodore Amiga und Atari ST für den Sommer 1988 angekündigt worden, die aber nie erschienen. 1989 folgten noch Versionen für die Heimcomputer Schneider CPC und ZX Spectrum sowie die Spielkonsole Nintendo Entertainment System.
1990 erschien der Nachfolger Ski or Die, mit dem Electronic Arts nicht ganz an den Erfolg von Skate or Die! anknüpfen konnte. Ebenfalls 1990 veröffentlichte Electronic Arts das Spiel Skate or Die 2: The Search for Double Trouble, das inhaltlich nur die Skateboard-Thematik mit dem Vorgänger gemein hatte und ausschließlich für das Nintendo Entertainment System erschien.
2007 veröffentlichte Konami eine Portierung von Skate or Die! für die Spielkonsole Nintendo Wii.

## Rezeption
Die deutsche Power Play verwies auf die kurz zuvor veröffentlichten Skateboard-Spiele California Games und 720° als potenzielle Inspirationsquellen des Spiels. Das Magazin lobte den Detailreichtum, die Grafiken und das Titelstück von Skate or Die°. Negativ angemerkt wurde die musikalische Untermalung im Spiel selbst (die nicht von Hubbard stammte) sowie die langen Nachladezeiten der einzelnen Disziplinen. Die ASM teste die Schneider-CPC-Fassung des Spiels und stellte fest, dass diese an klobigen Animationen und hakeliger Steuerung kranke, zudem fehle das „smashige“ Titelstück von Rob Hubbard.
Die US-amerikanische Computer Gaming World hob hervor, dass der Spieler einen Großteil des Spiels mit Sterben beschäftigt sei, was aber stets auf humorvolle Art und Weise passiere. Skate or Die! sei ein unterhaltsames Spiel, das sowohl skatende Teenager als auch Erwachsene mit Interesse am Thema anspreche. Für Fans actionlastiger Spiele sei es auf jeden Fall ein guter Kauf. Das britische Zzap!64-Magazin lobte die intuitive und effiziente Steuerung des Spiels, die „verblüffenden“ Grafiken und „seidenweichen“ Animationen sowie das „gigantische“ Titelstück von Rob Hubbard. Redakteur Steve Jarratt zeigte sich begeistert von den „realistischsten Animationen und glaubwürdigsten Kulissen“, die er je auf dem Commodore 64 gesehen habe. Die testenden Redakteure kritisierten einhellig die langen Nachladezeiten des Spiels. Für das britische Magazin The One war Skate or Die! „eines der bemerkenswertesten PC-Spiele seit langem“. Alle Disziplinen würden gut präsentiert und spielten sich flüssig. Die Option, gegen Freunde zu spielen, sei „brillant“. Redakteur Gary Whitta kritisierte lediglich den Sound der PC-Version und verwies auf den von Rob Hubbard komponierten Score der C64-Version, der deutlich besser sei.